# G5
O G5, ou Grupo dos Cinco, é o nome dado à organização internacional de potências emergentes, composto por Brasil, México, Índia, África do Sul e China, cujo objetivo é promover o diálogo entre os países em desenvolvimento e países desenvolvidos que compõem o G8 (G7 + Rússia), com o objetivo de estabelecer posições e iniciativas sobre temas relevantes em escala global, como economia mundial, desenvolvimento sustentável e mudanças climáticas, entre outros.
O G5 surgiu em 2005 após o Reino Unido convidar os líderes das 5 principais economias emergentes do mundo (África do Sul, Brasil, China, Índia e México) para participar do Diálogo Expandido da Cúpula do G8, realizada no mesmo ano em Gleneagles, na Escócia. A coordenação entre os cinco países começou nesta cúpula, para a qual os líderes do atual G5 realizaram uma reunião anterior para acertar suas posições e apresentar uma declaração conjunta no Diálogo Ampliado.
As primeiras reuniões do G5 aconteceram nas cúpulas anuais do G8 como convidados (o grupo passou a ser conhecido como G8+5). No entanto, a partir de 2006, o grupo passou a organizar fóruns de discussão independentes do G8, a fim de estabelecer sua própria posição sobre os diversos problemas globais. Em setembro de 2007, durante reunião de lideres do Grupo em Hokkaido, no Japão, o presidente do México, Felipe Calderón, foi nomeado coordenador do G5.
Em 6 de julho de 2009, o presidente mexicano Felipe Calderón, ainda como coordenador do grupo, propôs assumir o G5 como autoridade autônoma para 2010, ao mesmo tempo em que anunciava o lançamento da página institucional do Grupo dos Cinco para a Internet.
Os Estados Unidos, a Commonwealth, a União Europeia, a Comunidade dos Estados Independentes e a Liga Árabe participam como observadores.

## Estrutura e atividades
O G5 é um grupo informal de discussões envolvendo uma comunidade intencional ou uma comunidade epistêmica.  A adesão ao G5 é marcada por uma gama de atributos e fatores, incluindo
(a) um conjunto compartilhado de crenças normativas e de princípios, que fornecem uma justificativa baseada em valores para a ação social dos membros da comunidade;
(b) crenças causais compartilhadas, que são derivadas de sua análise de práticas que levam ou contribuem para um conjunto central de problemas em seu domínio e que servem como base para elucidar as múltiplas ligações entre ações políticas possíveis e resultados desejados;
(c) noções compartilhadas de validade - isto é, critérios intersubjetivos, definidos internamente para pesar e validar o conhecimento no domínio de sua especialidade; e
(d) uma política empresarial comum - isto é, um conjunto de práticas comuns associadas a um conjunto de problemas para os quais sua competência de grupo é direcionada.
Por definição, o G5 evitou estabelecer uma estrutura administrativa como as de outras organizações internacionais, mas um coordenador foi designado para ajudar a melhorar a eficácia do grupo.

## Líderes atuais

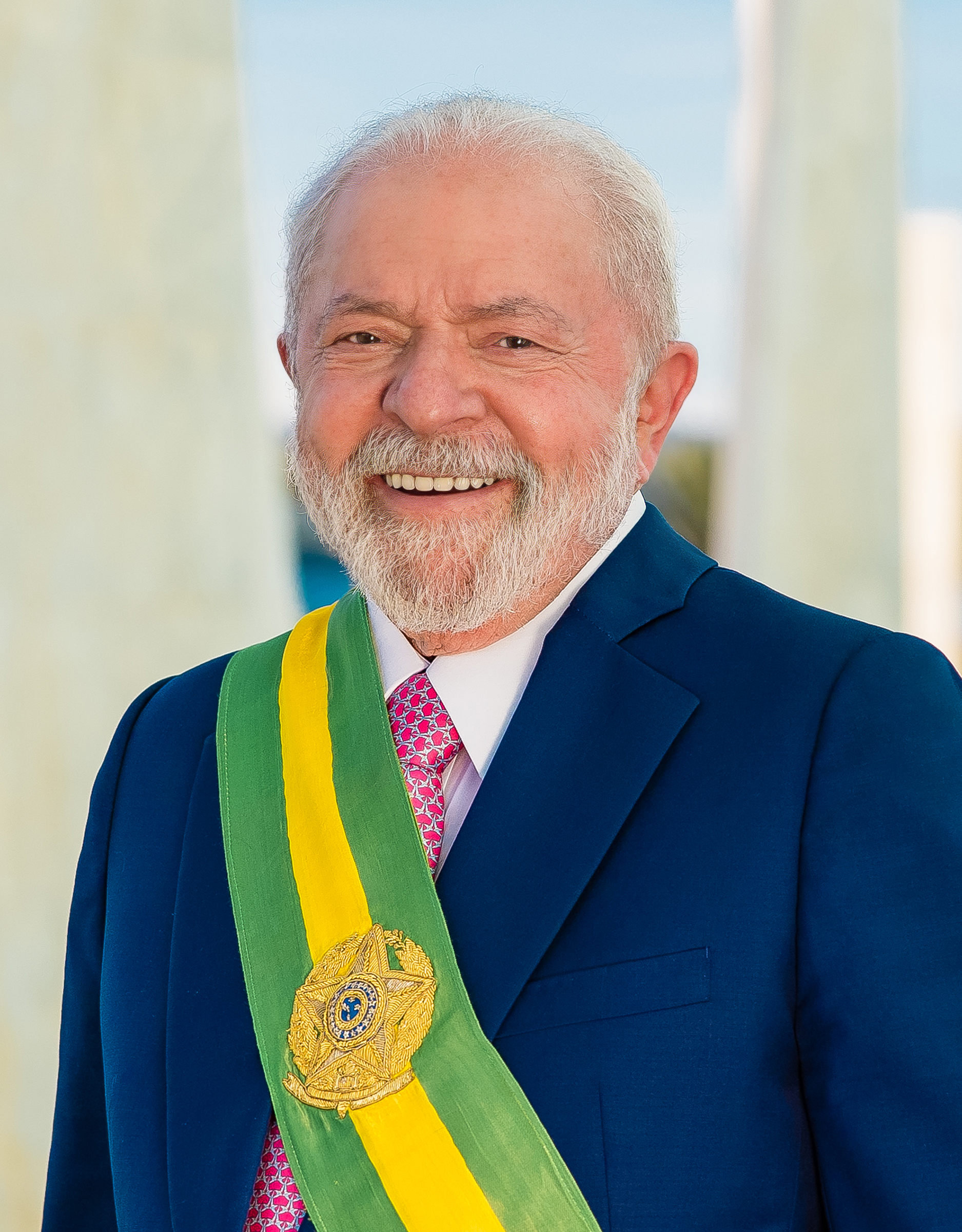
Luiz Inácio Lula da Silva, Presidente do  Brasil
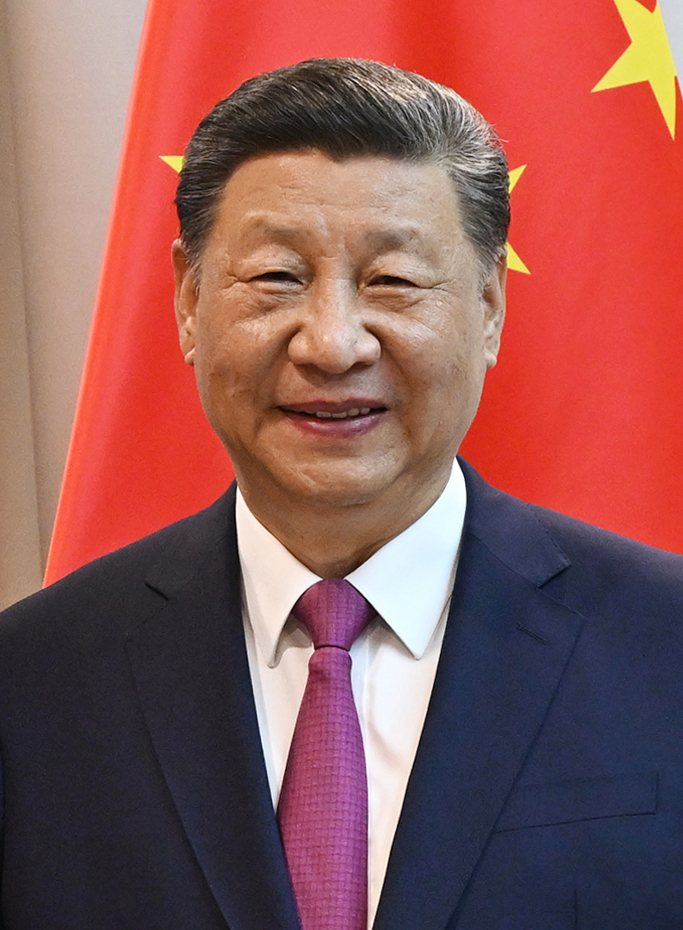
Xi Jinping, Presidente da  China
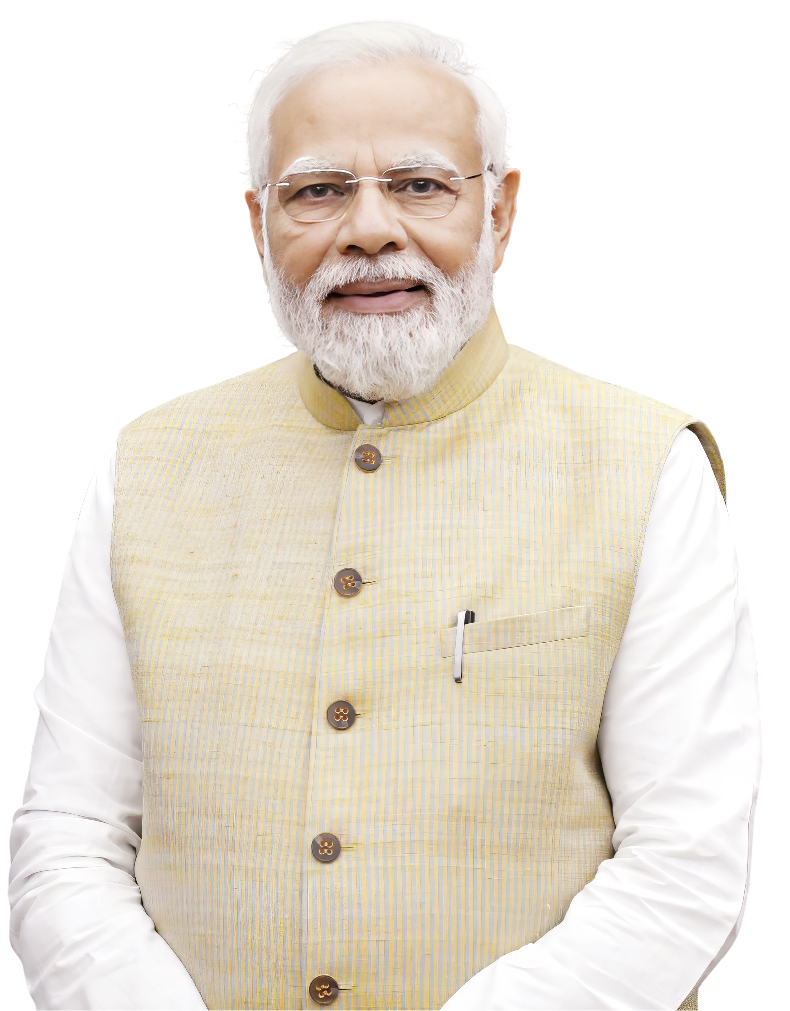
Narendra Modi, Primeiro Ministro da  Índia
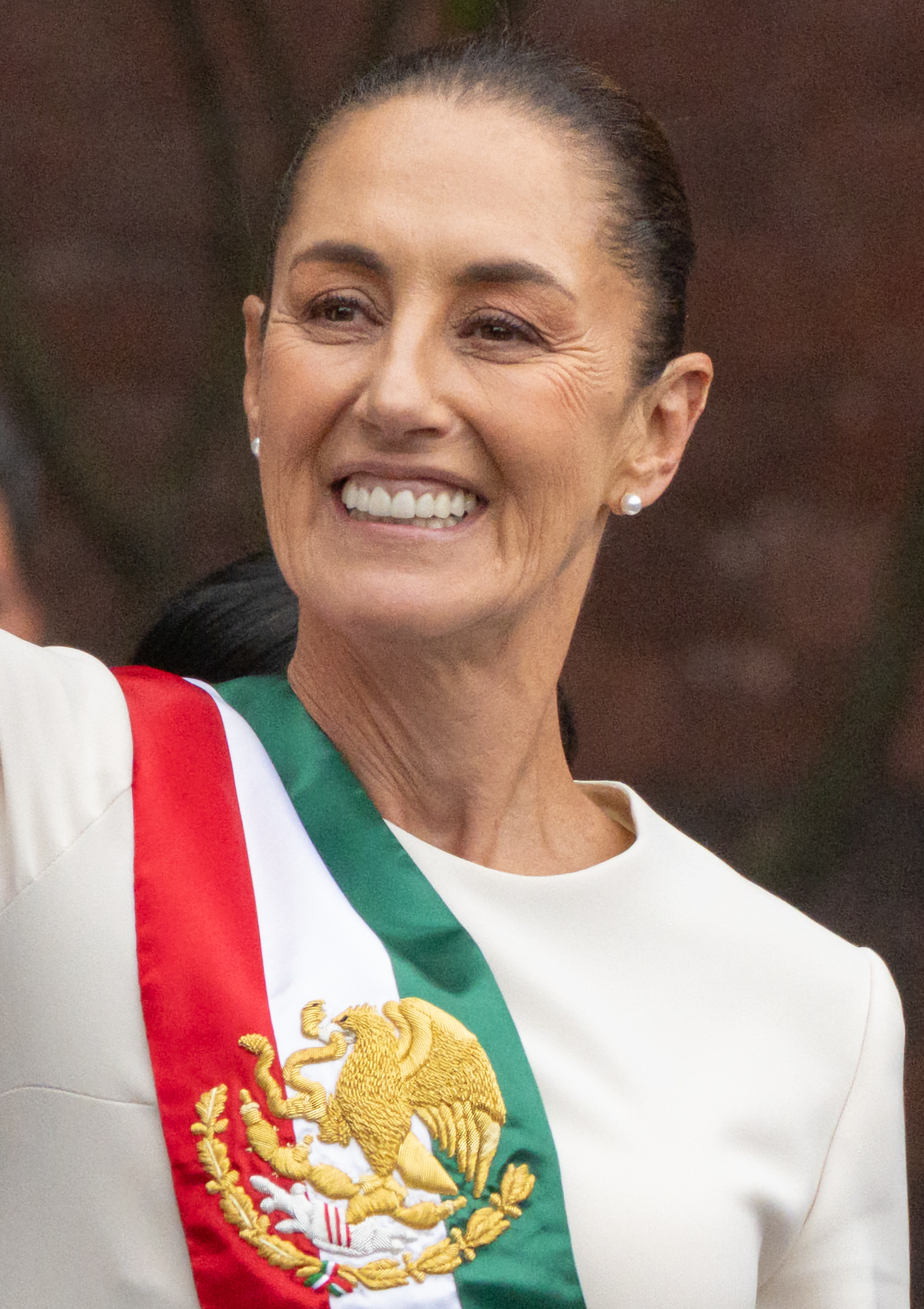
Claudia Sheinbaum, Presidente do  México
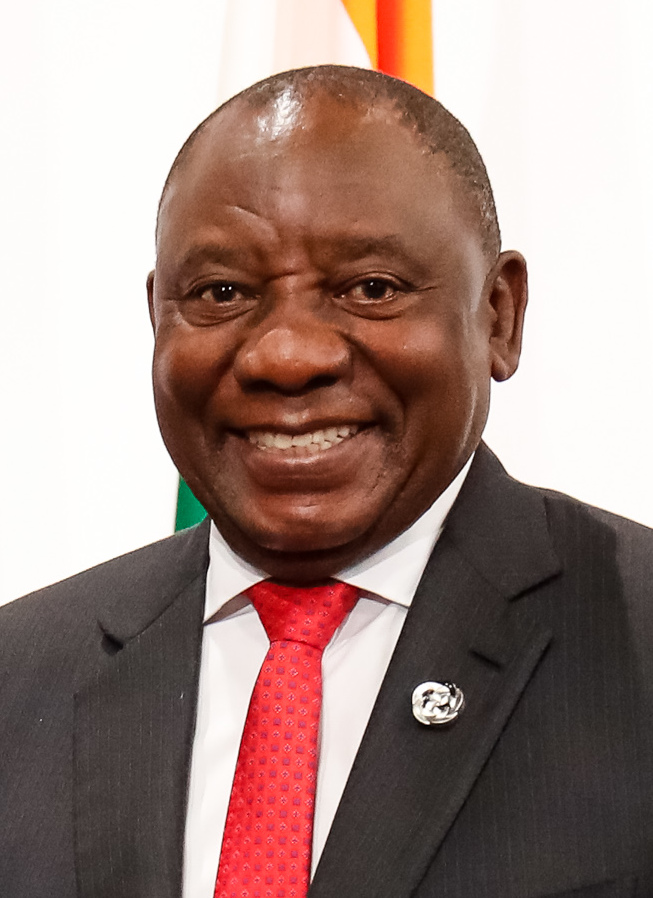
Cyril Ramaphosa, Presidente da  África do Sul